# Фаббиани, Оскар
Оскар Роберто Фаббиани Вентурелли (исп. Oscar Roberto Fabbiani Venturelli; род. 17 декабря 1950, Буэнос-Айрес) — аргентино-чилийский футболист, выступавший на позиции нападающего. Провёл большую часть своей карьеры в Чили, где три раза становился лучшим бомбардиром чемпионата и вызывался в национальную сборную. Кристиан Фаббиани, племянник Оскара, также стал футболистом.

## Карьера

### Клубная
Футбольная карьера Фаббиани началась в первой половине 1970-х. Его первым клубом стал «Хусто Хосе де Уркиза», затем он перешёл в «Сан-Мартин», а после — в «Эстудиантес де Буэнос-Айрес». Футболист рассматривал предложения из Перу, но прибыл в Чили, где в 1974 году он присоединился к «Унион Сан-Фелипе». В том же году он перешёл в клуб «Палестино», где три раза становился лучшим бомбардиром чемпионата: в 1976, 1977 и 1978 годах. Оскар стал чемпионом Чили со своей командой в 1978 году и вице-чемпионом в 1986 году.
После игр в различных клубах Чили Фаббиани поехал играть в Соединённые Штаты. Свой первый сезон с «Тампа-Бэй Раудис» он закончил на вершине списка лучших бомбардиров. В США футболист играл с 1979 по 1981 годы, после чего вернулся в Чили. В 1985 году Фаббиани перебрался в южноафриканский клуб «Аякс» из Кейптауна, но пробыл он в нём недолго. В период с 1991 по 1992 год играл в третьем дивизионе Чили, за «Сан-Луис Кильота» и «Сан-Антонио Унидо». В последней команде он и завершил игровую карьеру.

### В сборной
В составе чилийской сборной Фаббиани принял участие в Кубке Америки 1979 года, играя вместе с Элиасом Фигероа и Карлосом Кассели. На турнире он провёл три матча.

## Вне футбола
В 1992 году Фаббиани был избран в качестве советника в районе Реколета.